# Clyde Kerr
Clyde Rudolph Kerr Jr. (* 27. Juli 1943; † 6. August 2010 in New Orleans) war ein US-amerikanischer Jazztrompeter und Musikpädagoge, der in der Musikszene von New Orleans aktiv war.

## Leben und Wirken
Clyde Kerr Jr. begann mit neun Jahren Trompete zu spielen und graduierte an der St. Augustine High School. Er spielte Anfang der 1960er-Jahre bei Dave Bartholomew, in dessen Band er bei Aufnahmen mit Fats Domino für Imperial mitwirkte. Nach dem Studium an der Xavier University arbeitete er zunächst  als Studiomusiker, u. a. für The Jackson Five, The O’Jays, Aretha Franklin, Tony Bennett und die Neville Brothers. Nach verschiedenen Lehrtätigkeiten im Raum New Orleans unterrichtete 16 Jahre am New Orleans Center for the Creative Arts; zu seinen Schülern zählten Nicholas Payton, Terence Blanchard, Christian Scott, Trombone Shorty, Dave Mooney, Adonis Rose und Irvin Mayfield. U. a. mit Alvin Red Tyler, Kidd Jordan und Alvin Fielder bildete er Anfang der 1980er-Jahre das Improvisational Arts Quintet. Im Bereich des Rhythm & Blues und Jazz arbeitete er u. a. mit Johnny Adams, Patti LaBelle, Dr. John, Allen Toussaint (Life, Love And Faith, 1972),  und zuletzt bei Michael White (Jazz from the Soul of New Orleans, 2002). Im Bereich des Jazz war er zwischen 1961 und 2002 an neun Aufnahmesessions beteiligt. Kurz vor seinem Tod im August 2010 im Alter von 67 Jahren veröffentlichte Kerr ein Album unter eigenem Namen (This is Now!).